# Marta Kostjuk
Marta Olehiwna Kostjuk (ukrainisch Марта Олегівна Костюк; engl. Transkription Marta Kostyuk; * 28. Juni 2002 in Kiew) ist eine ukrainische Tennisspielerin.

## Karriere
Kostjuk, die am liebsten auf Sandplätzen spielt, begann im Alter von fünf Jahren mit dem Tennissport. Bereits als Juniorin feierte sie erste große Erfolge. So gewann sie 2016 das renommierte Nachwuchsturnier Les Petits As sowohl im Einzel als auch mit Kamilla Bartone zusammen den Doppelwettbewerb. 2017 holte Kostjuk durch einen Sieg im Endspiel über Rebeka Masarova den Titel bei der Nachwuchskonkurrenz der Australian Open sowie im selben Jahr an der Seite von Olga Danilović das Juniorinnenturnier der US Open. Des Weiteren errang sie an der Seite von Wiktorija Dema den Titel bei den Junioren-Europameisterschaften. Als Nummer zwei der Juniorenweltrangliste qualifizierte sie sich 2017 zum Saisonabschluss für das ITF Junior Masters in Chengdu, wo sie im Finale Kaja Juvan bezwang.
Im selben Jahr debütierte sie auf dem ITF Women’s Circuit und errang bei einem Turnier der $25.000-Kategorie ihren ersten Profititel. Ihr Debüt auf der WTA Tour gab sie anschließend auf Mallorca, nachdem sie von den Veranstaltern eine Wildcard für die Qualifikation erhalten hatte, dort jedoch bereits in der ersten Runde scheiterte. Auch bei den Australian Open 2018 durfte Kostjuk als Anerkennung für ihren Triumph bei den Juniorinnen im Jahr zuvor mit einer Wildcard erstmals in der Qualifikation zu einem Grand-Slam-Turnier an den Start gehen. Dabei gelang ihr auf Anhieb der Sprung ins Hauptfeld und dort als jüngste Spielerin seit Mirjana Lučić-Baroni bei den US Open 1997 der Einzug in die dritte Runde, in der sie erst von ihrer Landsfrau Elina Switolina gestoppt wurde. Zurück auf dem ITF Circuit errang sie im Anschluss bei einem $60.000-Turnier ihren bis dahin größten Titel, bevor sie beim WTA-Hallenturnier in Stuttgart aus der Qualifikation heraus noch einmal bis in Runde zwei kam.

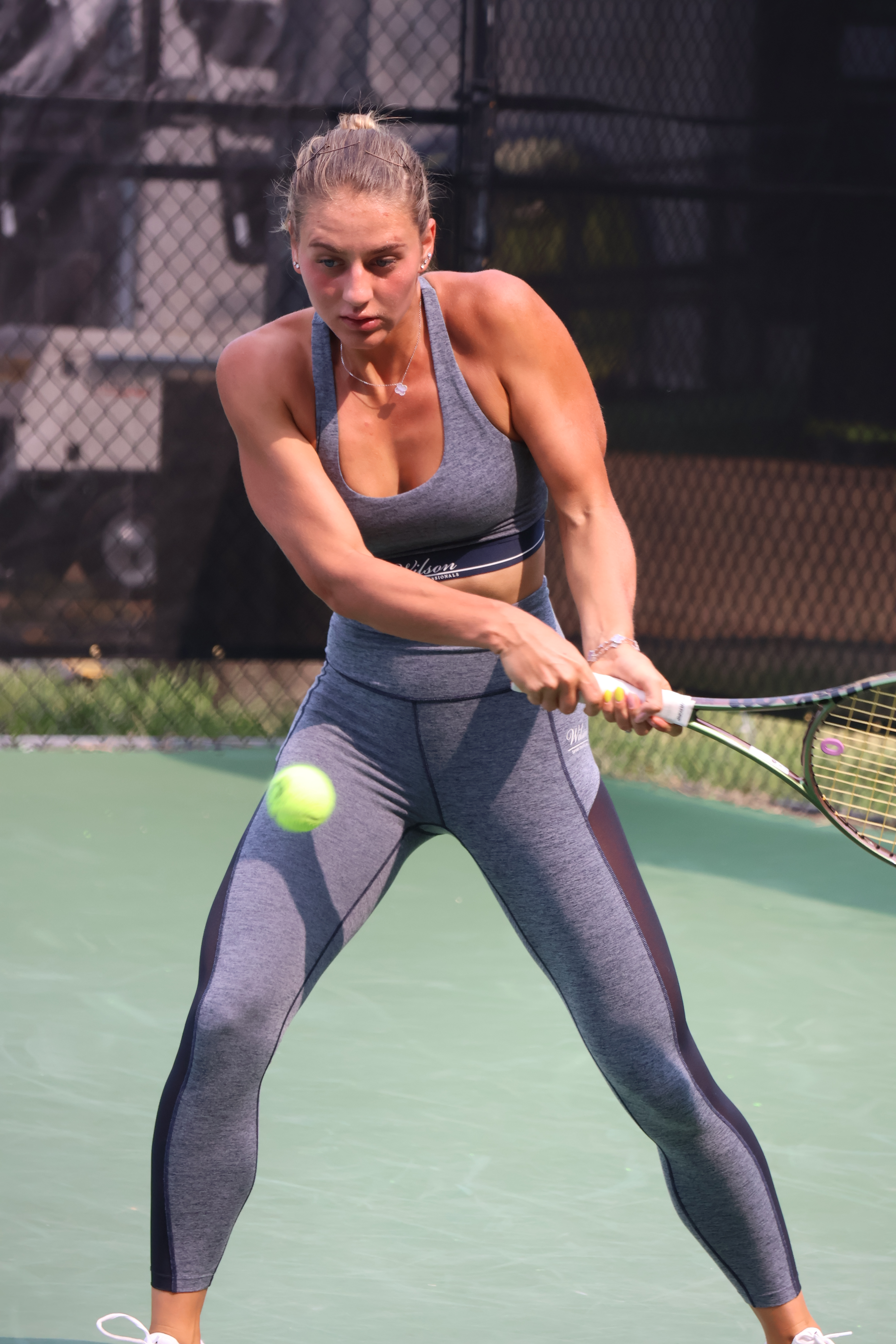
Marta Kostjuk (2023)

2019 erzielte Kostjuk in Straßburg ihr erstes WTA-Viertelfinale und stand im Endspiel zweier ITF-Turniere der $60.000-Kategorie, die sie beide verlor. Zum Beginn der Saison 2020 gewann sie schließlich ihren dritten ITF-Titel der $60.000-Kategorie. Nach der coronabedingten Saisonunterbrechung rückte Kostjuk bei den US Open in die dritte Runde vor, in der sie sich in drei Sätzen der späteren Siegerin Naomi Ōsaka geschlagen geben musste. Ihr bestes Grand-Slam-Resultat erzielte sie im Doppelwettbewerb der French Open, wo sie an der Seite von Aljaksandra Sasnowitsch bis ins Viertelfinale kam. Auch dort folgte das Ausscheiden gegen die späteren Champions Kristina Mladenovic und Timea Babos. Bei zwei weiteren ITF-Turnieren der $80.000-Kategorie stand sie anschließend jeweils im Finale, verlor erneut beide Partien, rückte aber in der Einzelweltrangliste trotzdem erstmals in die Top 100 vor.
2021 erreichte sie gleich bei ihrem Saisondebüt in Abu Dhabi erstmals das Halbfinale eines WTA Premier-Turniers. Es folgte ein weiteres Halbfinale bei einem kleineren WTA-Turnier in Istanbul, bevor Kostjuk bei den French Open in der Auftaktrunde Garbiñe Muguruza schlug und daraufhin zum ersten Mal bis ins Achtelfinale eines Grand-Slam-Turniers kam, in dem sie Iga Świątek unterlag. Nach einer schwächeren zweiten Saisonhälfte beendete Kostjuk das Jahr mit einer weiteren Halbfinalteilnahme in Cluj-Napoca.
Bei den Australian Open 2022 gelang ihr nach ihrem Debüt 2018 erneut der Sprung in die dritte Runde, woraufhin sie in der Weltrangliste mit Position 49 erstmals in die Top 50 vorstieß.
2018 gab Kostjuk bei der 2:3-Viertelfinalniederlage gegen Australien ihren Einstand für die ukrainische Fed-Cup-Mannschaft. Seitdem hat sie für ihr Land zehn Begegnungen bestritten, von denen sie sieben gewinnen konnte (Einzelbilanz 4:1).

## Persönliches
Ihre Mutter Talyna Bejko war ebenfalls Tennisprofi. Ihr Cousin ist der Fußballprofi und Model Myroslaw Slawow. Seit November 2023 ist sie verheiratet.

## Turniersiege

### Einzel
| Nr. | Datum            | Turnier   | Kategorie   | Belag     | Finalgegnerin           | Ergebnis |
| --- | ---------------- | --------- | ----------- | --------- | ----------------------- | -------- |
| 1.  | 13. Mai 2017     | Dunakeszi | ITF $25.000 | Sand      | Bernarda Pera           | 6:4, 6:3 |
| 2.  | 3. Februar 2018  | Burnie    | ITF $60.000 | Hartplatz | Viktorija Golubic       | 6:4, 6:3 |
| 3.  | 23. Februar 2020 | Kairo     | ITF W60     | Hartplatz | Aliona Bolsova Zadoinov | 6:1, 6:0 |
| 4.  | 5. März 2023     | Austin    | WTA 250     | Hartplatz | Warwara Gratschowa      | 6:3, 7:5 |

### Doppel
| Nr. | Datum              | Turnier    | Kategorie      | Belag             | Partnerin            | Finalgegnerinnen                   | Ergebnis         |
| --- | ------------------ | ---------- | -------------- | ----------------- | -------------------- | ---------------------------------- | ---------------- |
| 1.  | 27. April 2019     | Chiasso    | ITF W25        | Sand              | Cristina Bucsa       | Sharon Fichman Jaimee Fourlis      | 6:1, 3:6, [10:7] |
| 2.  | 22. Februar 2020   | Kairo      | ITF W60        | Hartplatz         | Kamilla Rachimowa    | Paula Kania Anastassija Schoschyna | 6:3, 2:6, [10:6] |
| 3.  | 18. September 2022 | Portorož   | WTA 250        | Hartplatz         | Tereza Martincová    | Cristina Bucșa Tereza Mihalíková   | 6:4, 6:0         |
| 4.  | 17. Dezember 2022  | Limoges    | WTA Challenger | Hartplatz (Halle) | Oksana Kalaschnikowa | Alicia Barnett Olivia Nicholls     | 7:5, 6:1         |
| 5.  | 25. Juni 2023      | Birmingham | WTA 250        | Rasen             | Barbora Krejčíková   | Storm Hunter Alycia Parks          | 6:2, 7:67        |

## Karrierestatistik und Turnierbilanz

### Einzel
Die letzte Aktualisierung erfolgte nach dem WTA-Turnier in Bad Homburg 2025.
| Turnier                      | 2016             | 2017              | 2018              | 2019              | 2020              | 2021              | 2022              | 2023              | 2024      | 2025      | T / T       | S/N         | Sieg%       |
| ---------------------------- | ---------------- | ----------------- | ----------------- | ----------------- | ----------------- | ----------------- | ----------------- | ----------------- | --------- | --------- | ----------- | ----------- | ----------- |
| Australian Open              | –                | –                 | 3                 | Q3                | Q1                | 1                 | 3                 | 3                 | VF        | 3         | 0 / 6       | 12:6        | 67 %        |
| French Open                  | –                | –                 | Q2                | –                 | 1                 | AF                | 1                 | 1                 | 2         | 1         | 0 / 6       | 4:6         | 40 %        |
| Wimbledon                    | –                | –                 | Q3                | Q1                | n. a.             | 2                 | 2                 | 3                 | 3         | 1         | 0 / 5       | 6:5         | 55 %        |
| US Open                      | –                | –                 | Q2                | –                 | 3                 | 1                 | 2                 | 1                 | 3         |           | 0 / 5       | 5:5         | 50 %        |
| Doha                         | –                | a. K.             | –                 | a. K.             | –                 | a. K.             | 1                 | a. K.             | 2         | VF        | 0 / 3       | 4:3         | 57 %        |
| Dubai                        | a. K.            | –                 | a. K.             | –                 | a. K.             | –                 | a. K.             | 2                 | –         | 2         | 0 / 2       | 2:2         | 50 %        |
| Indian Wells                 | –                | –                 | –                 | –                 | n. a.             | 2                 | 2                 | 1                 | HF        | AF        | 0 / 5       | 7:5         | 58 %        |
| Miami                        | –                | –                 | –                 | –                 | n. a.             | 1                 | 2                 | 2                 | –         | AF        | 0 / 4       | 4:4         | 50 %        |
| Madrid                       | –                | –                 | 1                 | 1                 | n. a.             | Q2                | 2                 | 2                 | 2         | VF        | 0 / 6       | 4:6         | 40 %        |
| Rom                          | –                | –                 | –                 | –                 | –                 | 1                 | 1                 | 3                 | 2         | AF        | 0 / 5       | 4:5         | 44 %        |
| Kanada                       | –                | –                 | –                 | –                 | n. a.             | –                 | –                 | 1                 | AF        |           | 0 / 2       | 2:2         | 50 %        |
| Cincinnati                   | –                | –                 | –                 | –                 | –                 | –                 | 2                 | 1                 | AF        |           | 0 / 3       | 3:3         | 50 %        |
| Guadalajara                  | n. a. bzw. a. K. | n. a. bzw. a. K.  | n. a. bzw. a. K.  | n. a. bzw. a. K.  | n. a. bzw. a. K.  | n. a. bzw. a. K.  | 2                 | 2                 | a. K.     | a. K.     | 0 / 2       | 2:2         | 50 %        |
| Peking                       | –                | –                 | –                 | –                 | nicht ausgetragen | nicht ausgetragen | nicht ausgetragen | AF                | 2         |           | 0 / 2       | 2:2         | 50 %        |
| Wuhan                        | –                | –                 | –                 | –                 | nicht ausgetragen | nicht ausgetragen | nicht ausgetragen | nicht ausgetragen | AF        |           | 0 / 1       | 1:1         | 50 %        |
| Olympische Spiele            | –                | nicht ausgetragen | nicht ausgetragen | nicht ausgetragen | nicht ausgetragen | –                 | n. a.             | n. a.             | VF        | n. a.     | 0 / 1       | 3:1         | 75 %        |
| Billie Jean King Cup         | –                | –                 | PO                | K1                | PO                | PO                | PO                | PO                | –         | q         | 0 / 6       | 8:3         | 73 %        |
| Statistik                    | Statistik        | Statistik         | Statistik         | Statistik         | Statistik         | Statistik         | Statistik         | Statistik         | Statistik | Statistik | S/N         | S/N         | Sieg%       |
| Turnierteilnahmen            | 2                | 5                 | 16                | 16                | 13                | 18                | 22                | 23                | 20        | 14        | Gesamt: 149 | Gesamt: 149 | Gesamt: 149 |
| Erreichte Finals             | 0                | 1                 | 2                 | 2                 | 3                 | 0                 | 0                 | 1                 | 2         | 0         | Gesamt: 11  | Gesamt: 11  | Gesamt: 11  |
| Gewonnene Titel              | 0                | 1                 | 1                 | 0                 | 1                 | 0                 | 0                 | 1                 | 0         | 0         | Gesamt: 4   | Gesamt: 4   | Gesamt: 4   |
| Hartplatz-Siege/-Niederlagen | 2:1              | 13:3              | 20:7              | 7:6               | 20:9              | 11:10             | 22:14             | 23:17             | 24:12     | 10:8      | 152:87      | 152:87      | 64 %        |
| Sand-Siege/-Niederlagen      | 0:1              | 0:1               | 5:5               | 26:8              | 7:3               | 10:4              | 3:4               | 1:3               | 8:5       | 7:4       | 67:38       | 67:38       | 64 %        |
| Rasen-Siege/-Niederlagen     | 0:0              | 0:0               | 3:3               | 2:2               | 0:0               | 4:3               | 3:2               | 2:2               | 2:1       | 0:2       | 16:15       | 16:15       | 52 %        |
| Gesamt-Siege/-Niederlagen    | 2:2              | 13:4              | 28:15             | 35:16             | 27:12             | 25:17             | 28:20             | 26:22             | 34:18     | 17:14     | 235:140     | 235:140     | 63 %        |
| Sieg%                        | 50 %             | 76 %              | 65 %              | 69 %              | 69 %              | 60 %              | 58 %              | 54 %              | 65 %      | 55 %      | Gesamt:     | Gesamt:     | 63 %        |
| Jahresendposition            | –                | 518               | 118               | 155               | 98                | 50                | 70                | 39                | 18        |           | N/A         | N/A         | N/A         |

Zeichenerklärung: S = Turniersieg; F, HF, VF, AF = Einzug ins Finale / Halbfinale / Viertelfinale / Achtelfinale; 1, 2, 3 = Ausscheiden in der 1. / 2. / 3. Hauptrunde; RR = Round Robin (Gruppenphase); n. a. = nicht ausgetragen; a. K. = andere Kategorie; PO (Play-off) = Auf- und Abstiegsrunde im Billie Jean King Cup; K1, K2, K3 = Teilnahme in der Kontinentalgruppe I, II, III im Billie Jean King Cup.
Anmerkung: Diese Statistik berücksichtigt alle Ergebnisse im Einzel bei ITF- und WTA-Turnieren. Als Quelle dient die ITF-Seite der Spielerin. Dargestellt sind nur WTA-Turniere der Kategorien Premier Mandatory und Premier 5 (2009–2020) bzw. die WTA-Turniere der Kategorie 1000 (seit 2021).

### Doppel
| Turnier         | 2020 | 2021 | 2022 | 2023 | 2024 | 2025 | Karriere |
| --------------- | ---- | ---- | ---- | ---- | ---- | ---- | -------- |
| Australian Open | —    | 1    | AF   | HF   | 2    | VF   | HF       |
| French Open     | VF   | 1    | VF   | AF   | HF   | —    | HF       |
| Wimbledon       |      | 2    | 2    | 2    | AF   | 2    | AF       |
| US Open         | —    | AF   | AF   | AF   | 2    |      | AF       |